# Ван-2 (кантон)
Ван-2 (фр. Vannes-2) — кантон во Франции, находится в регионе Бретань, департамент Морбиан. Входит в состав округа Ван.

## История
Кантон образован в результате реформы 2015 года. В его состав вошли все коммуны упраздненного кантона Ван-Уэст, включая западную часть города Ван, и отдельные коммуны кантонов Гран-Шан и Оре.
До 2017 года коммуны Боно и Плугумлен входили в состав округа Лорьян. С 1 января 2017 года все коммуны кантона входят в состав округа Ван.

## Состав кантона с 22 марта 2015 года
В состав кантона входят коммуны (население по данным Национального института статистики за 2019 г.):
- Аррадон (5 392 чел.)
- Баден (4 396 чел.)
- Боно (2 533 чел.)
- Ван (западные кварталы, 10 350 чел.)
- Иль-д′Ар (227 чел.)
- Иль-о-Муан (620 чел.)
- Лармор-Баден (874 чел.)
- Плерен (6 635 чел.)
- Плескоп (6 145 чел.)
- Плугумлен (2 522 чел.)

## Политика
На президентских выборах 2022 г. жители кантона отдали в 1-м туре Эмманюэлю Макрону 37,9 % голосов против 17,1 % у Жана-Люка Меланшона и 14,8 % у Марин Ле Пен; во 2-м туре в кантоне победил Макрон, получивший 72,3 % голосов. (2017 год. 1 тур: Эмманюэль Макрон – 32,9 %, Франсуа Фийон – 26,0 %, Жан-Люк Меланшон – 15,2 %, Марин Ле Пен – 11,5 %; 2 тур: Макрон – 79,9 %. 2012 год. 1 тур: Николя Саркози — 32,4 %, Франсуа Олланд — 28,0 %, Марин Ле Пен — 11,6 %; 2 тур: Саркози — 51,8 %).
С 2021 года кантон в Совете департамента Морбиан представляют мэр коммуны Лармор-Баден Денис Бертолом (Denis Bertholom) и бывший мэр коммуны Плугумлен Софи Лебретон (Sophie Lebreton) (оба — Разные правые).
|                | Кандидаты                      | Партия        | Первый тур | Первый тур     | Второй тур | Второй тур |
| Кол-во голосов | Кандидаты                      | Партия        | % голосов  | Кол-во голосов | % голосов  |            |
| -------------- | ------------------------------ | ------------- | ---------- | -------------- | ---------- | ---------- |
|                | Денис Бертолом Софи Лебретон   | Разные правые | 5 804      | 52,99          | 6 242      | 54,17      |
|                | Лоик Ле Трионнер Элизабет Туро | Разные левые  | 5 148      | 47,01          | 5 280      | 45,83      |

|                | Кандидаты                      | Партия             | Первый тур | Первый тур     | Второй тур | Второй тур |
| Кол-во голосов | Кандидаты                      | Партия             | % голосов  | Кол-во голосов | % голосов  |            |
| -------------- | ------------------------------ | ------------------ | ---------- | -------------- | ---------- | ---------- |
|                | Денис Бертолом Надин Фремон    | Правый блок        | 6 124      | 39,47          | 8 004      | 57,03      |
|                | Лоик Ле Трионнер Доминик Пирьо | Левый блок         | 4 673      | 30,12          | 6 030      | 42,97      |
|                | Бертран Ирань Вероник Ле Бо    | Национальный фронт | 2 861      | 18,44          |            |            |
|                | Лоик Шеваль Гаэль Л′Амулен     | Прочие             | 944        | 6,08           |            |            |
|                | Жан-Пьер Кийен Надя Морель     | Левый фронт        | 914        | 5,89           |            |            |